# Selección femenina de voleibol de Suiza
La selección femenina de voleibol de Suiza es el equipo nacional que representa a Suiza en las competiciones internacionales de voleibol.

## Historial

### Juegos Olímpicos
- 1964-2016: No clasificada

### Campeonato del Mundo
- 1952-2018: No clasificada

### Campeonato de Europa
- 1948-1963: No clasificada
- 1967: 13.º puesto
- 1971: 12.º puesto
- 1975-2011: No clasificada
- 2013: 14.º puesto
- 2015-2017: No clasificada
- 2019: Por determinar

### Liga Europea
- 2012: 11.º puesto
- 2018: 17.º puesto
- 2019: 4.º puesto